# Jurisprudence du droit international public
La jurisprudence du droit international public concerne les décisions rendues par la cour internationale de justice créée en 1920 et renouvelée en 1945, ainsi que toutes les sentences arbitrales rendues au niveau international. Une présentation synthétique existe depuis 2000, sous la forme d'un Mémento, relatant cette jurisprudence de 1822 à 2014. Une sorte de bréviaire des contentieux internationaux. 